# レッド・エレクトリカ・デ・エスパーニャ
レッド・エレクトリカ・デ・エスパーニャ（西: Red Eléctrica de España S.A.、通称REE）は、スペイン・マドリード郊外のアルコベンダスに本拠を置き、スペイン全域の送電網を一元管理する送電事業者。マドリード証券取引所上場企業（BMAD: REE）。

## 沿革
REE社は1985年1月、世界で初めての送電網管理に特化した電力会社として、スペイン政府全額出資の産業公社（Instituto Nacional de Industria）傘下に設立、1999年7月にマドリード証券取引所への株式上場が実施され、REE社の株式はスペイン政府保有の20％を残して売却された。1990年にフランスおよびポルトガルと送電網を連結、1998年に海峡を挟んだモロッコと送電網を連結、2004年にはカナリア諸島やバレアレス諸島・セウタの送電網を新たに保有、2007年にREE社をスペイン唯一の送電管理事業者をする法律が可決された。
REE社は持株会社Red Eléctrica Corporación S.A.のスペイン国内部門を担当しており、国外事業については同持株会社傘下のレッド・エレクトリカ・インターナショナル(Red Eléctrica International S.A.)が担当している。2002年にボリビアのTransportadora de Electricidad（TDE）をウニオン・フェノーサから買収し子会社化したが、2012年5月のボリビア政府による同社国有化により手離した。現在のグループ会社としては、ダークファイバ管理会社のReintel、ペルー南部の送電網を管理するRed Eléctrica del Sur, S.A.、チリにおける保有資産を管理するRed Eléctrica Chile SpAなどがある。
2006年にREE社は給電管理施設として、コントロールセンターのCECREを設立した。同施設では風力発電や太陽光発電などの再生可能エネルギーとコジェネレーション発電の監視・制御により、天候による電力供給の影響を最小限に抑える仕組みを構築、火力発電など既存の発電設備を調整弁としつつ、送電網の一元管理を保持することで、スペインにおける電力の安定供給を維持している。

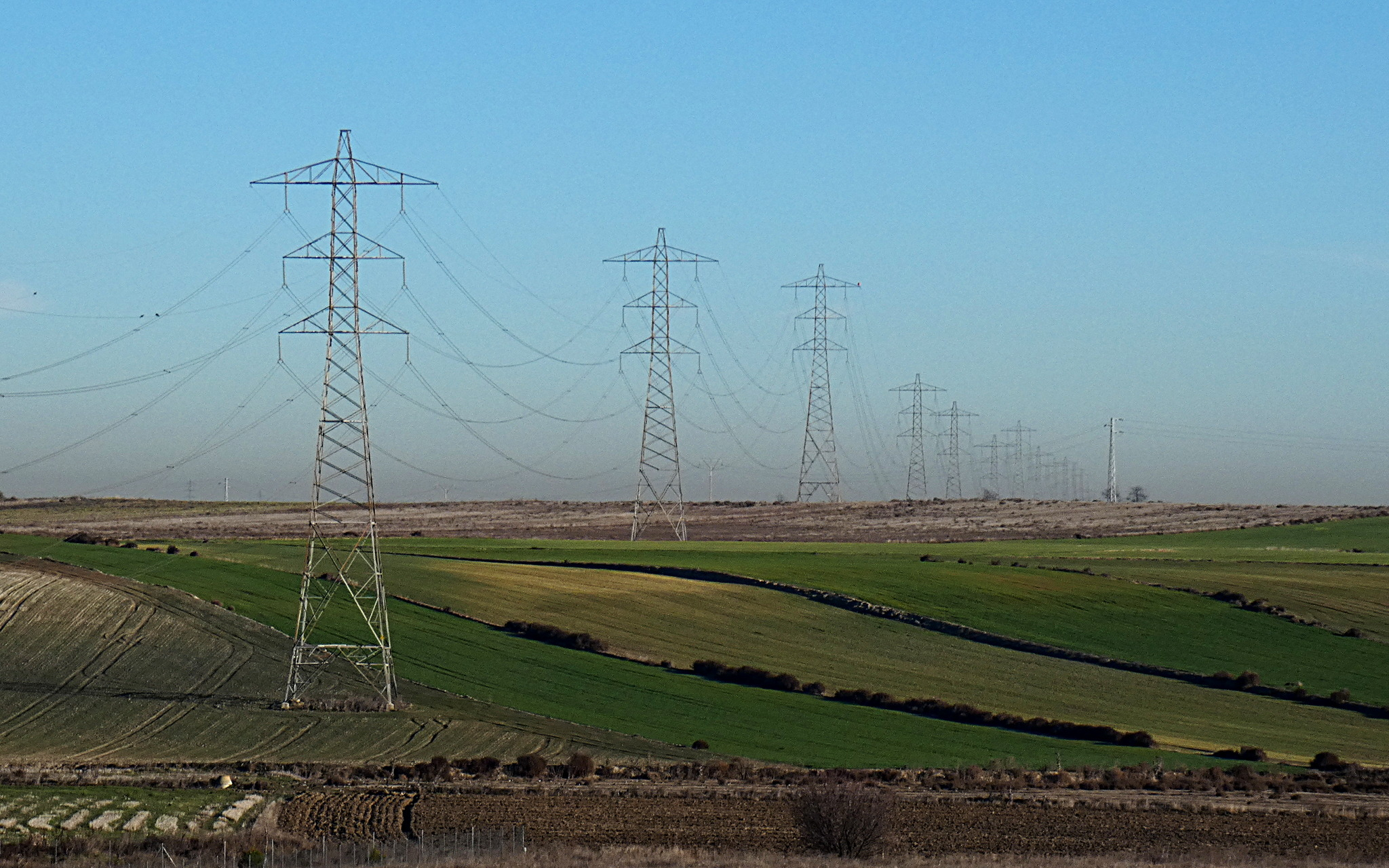
マドリード南郊のREE保有の送電線
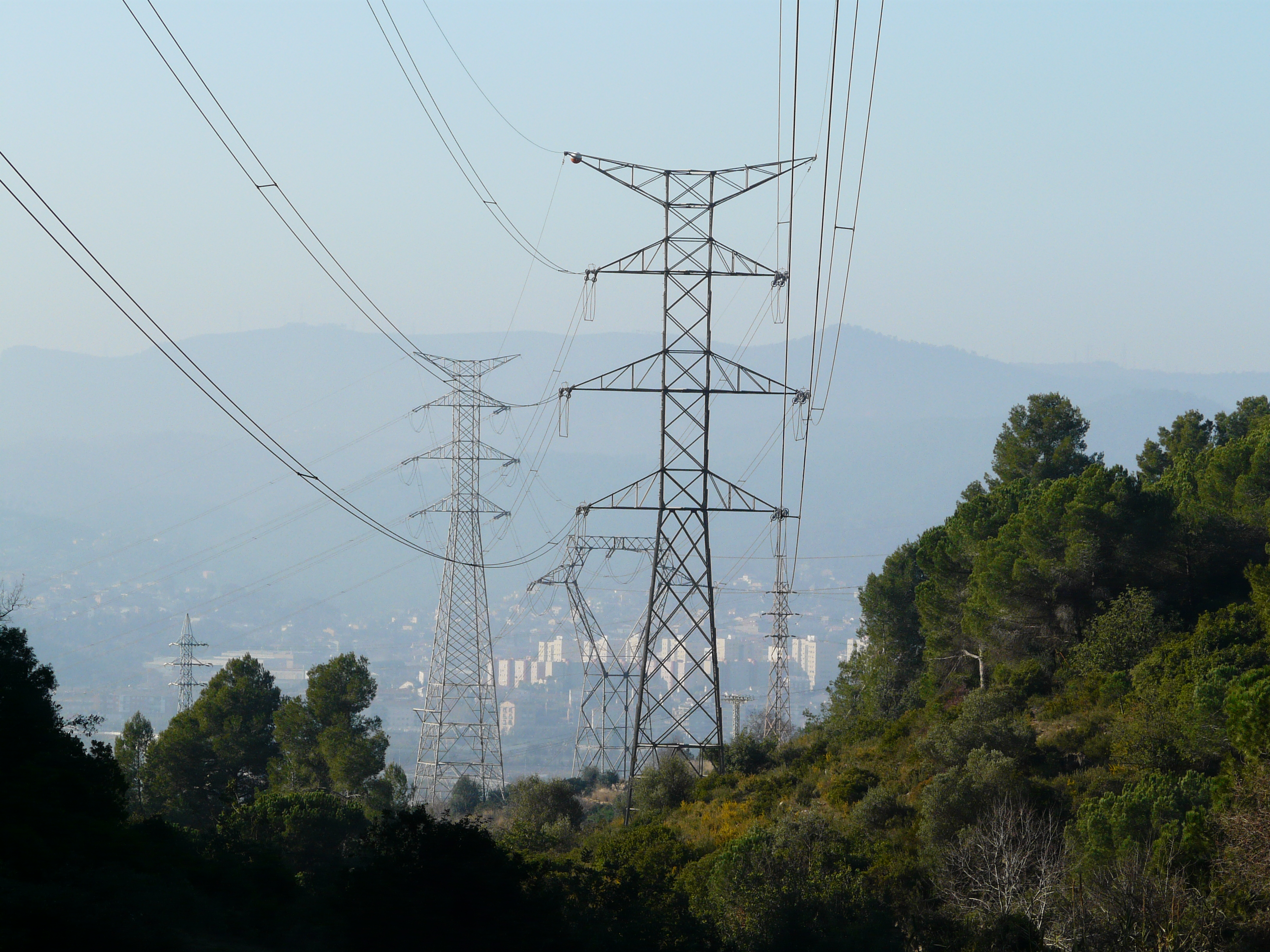
バルセロナ北郊のREE保有の送電線
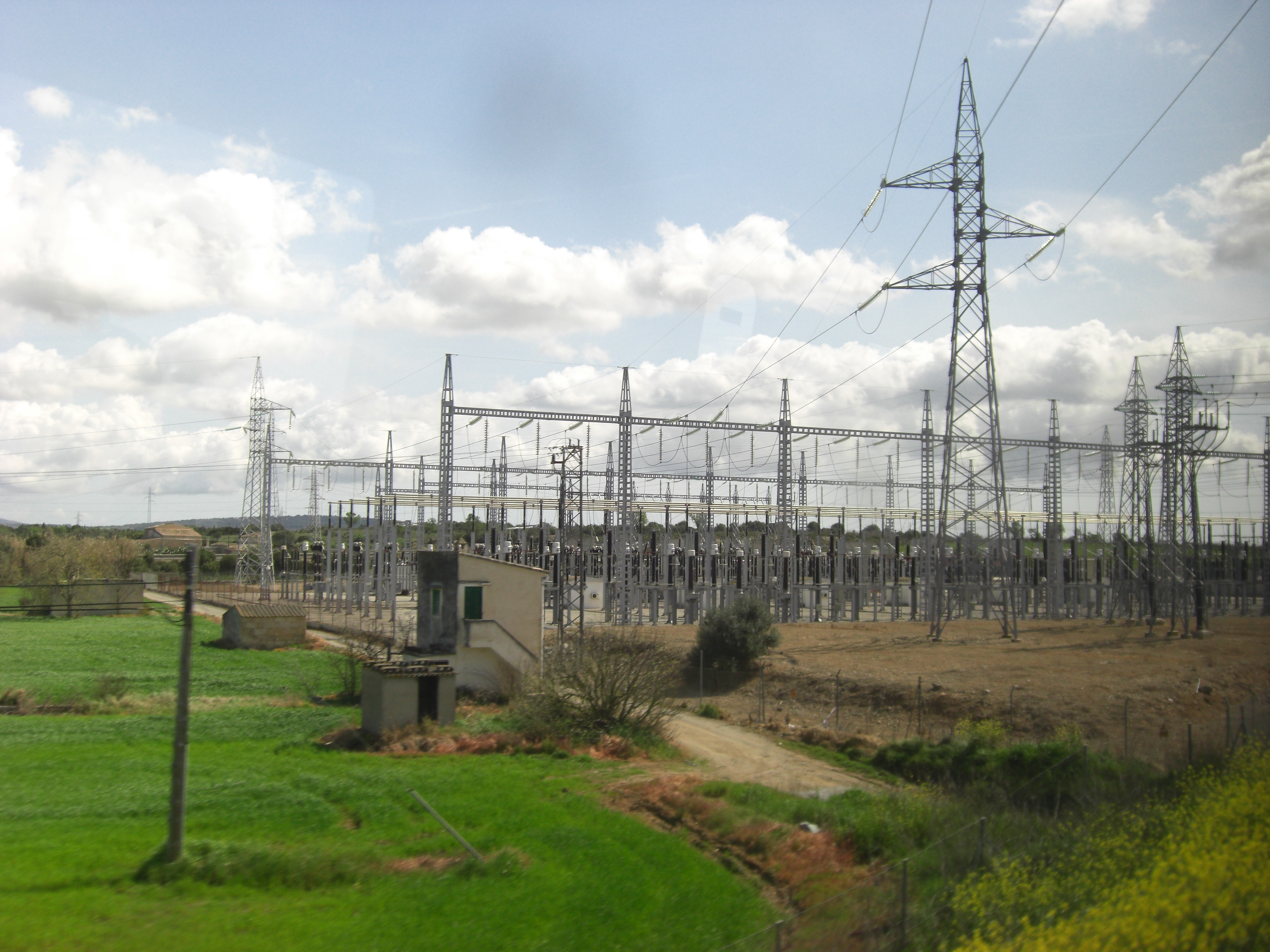
マヨルカ島東部・マナコル近郊のREE保有の220KV送電線
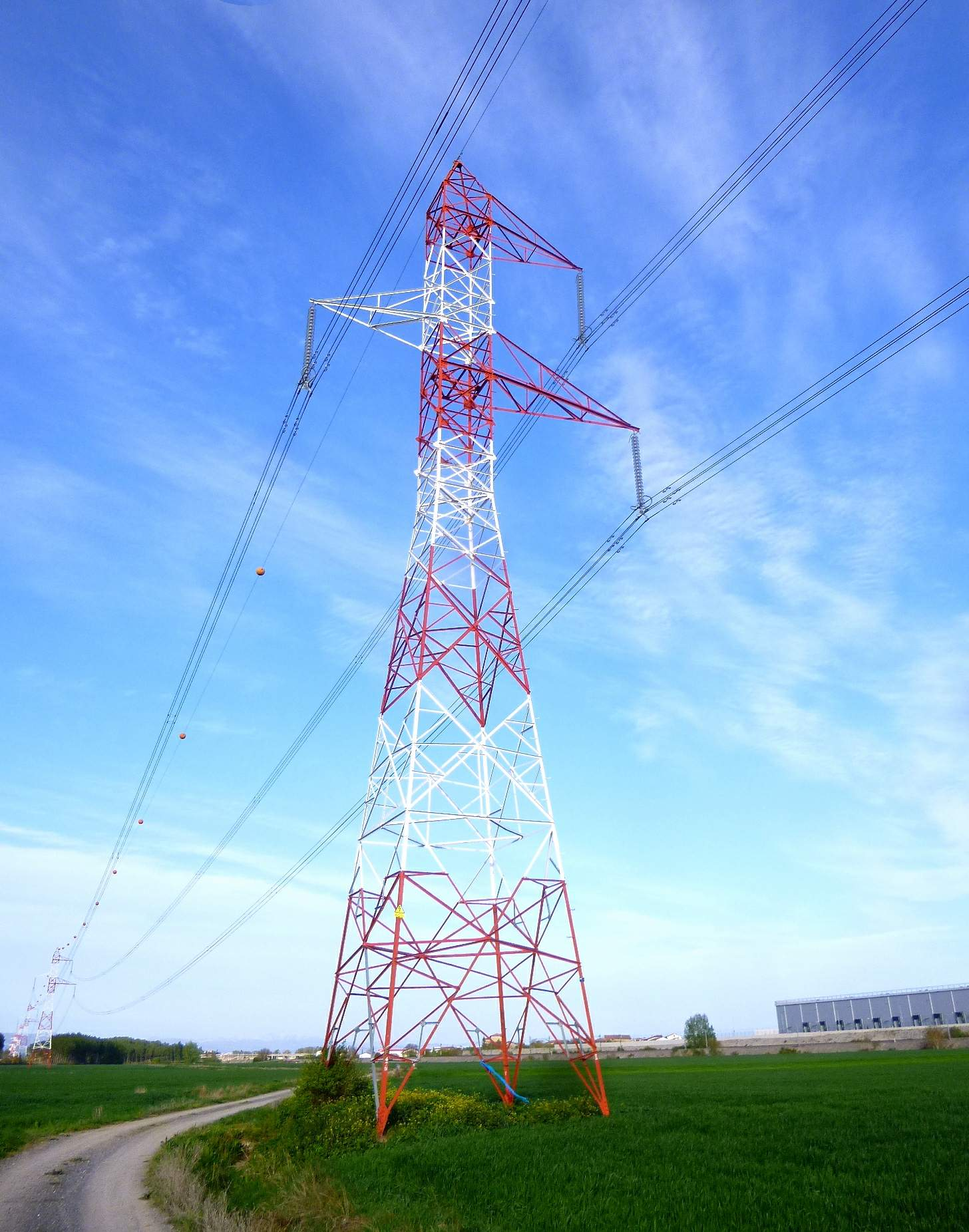
ビトリア＝ガステイス郊外のREE保有の送電線
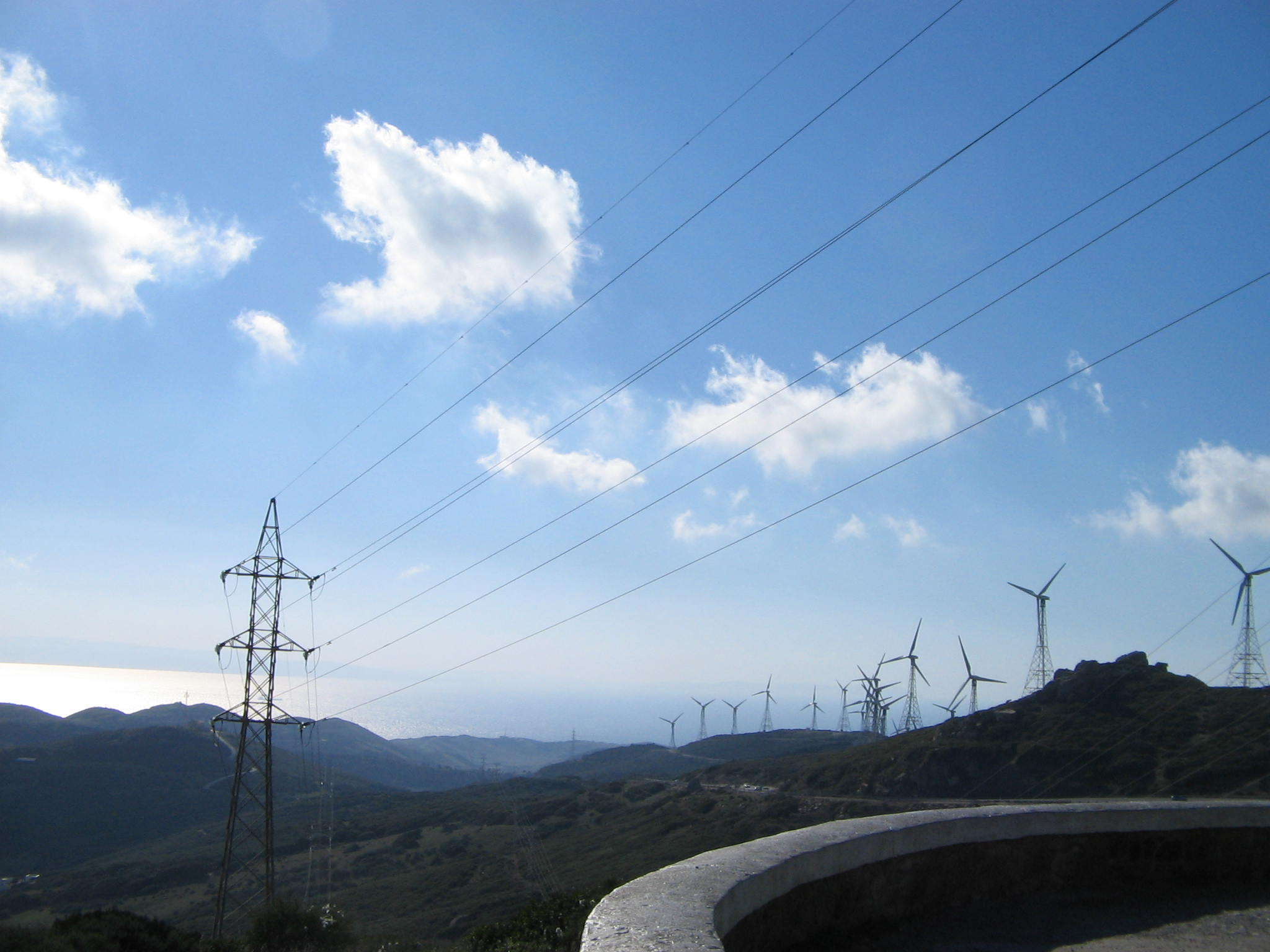
アンダルシア地方のREE保有の送電線